# Черновское (Большеболдинский район)
Черновское — село в Большеболдинском районе Нижегородской области. Административный центр Черновского сельсовета.

## География
Село находится на правом берегу реки Пьяна.

### Часовой пояс
Село Черновское, как и вся Нижегородская область, находится в часовой зоне МСК (московское время). Смещение применяемого времени относительно UTC составляет +3:00.

## Население
| 1999 | 2002 | 2010 |
| ---- | ---- | ---- |
| 445  | ↗452 | ↗487 |

## Улицы
| - ул. Восточная, - ул. Заречная, - ул. Молодёжная, - ул. Нагорная, | - ул. Садовая, - ул. Советская, - ул. Центральная, - ул. Школьная. |